# Rypoun Petersův
Rypoun Petersův, česky také rypoun krátkoocasý (Gnathonemus petersii), je ostnojazyčná ryba patřící do čeledi rypounovití (Mormyridae) a rodu rypoun (Gnathonemus).

## Etymologie
Oborné jméno pochází z řečtiny, přičemž gnathos znamená čelist a nemus znamená vlákno. Je známo několik vědeckých synonym: Gnathonemus brevicaudatus, Gnathonemus histrio, Gnathonemus petersi a Mormyrus petersii.

## Popis
Je sladkovodní rybou z povodí řek Nigeru a Konga, obývá např. Středoafrickou republiku, Angolu, Kamerun, Nigérii, Zambii a další státy. Žije v blízkosti dna a preferuje vodu o teplotě 22–28 °C a pH 6,0–8,0. Dosahuje velikosti asi 35 cm. Hřbetní ploutev (tvrdé paprsky): 0; hřbetní ploutev (měkké paprsky): 25 – 31; řitní ploutev (tvrdé paprsky): 0; řitní ploutev (měkké paprsky): 32 – 36.
Je schopen pohybovat se i v temných vodách, přičemž se orientuje pomocí elektrických výbojů. Specializované buňky na jakési stopce, jež produkují elektrické impulzy, spolu s na elektrické pole citlivými buňkami na kůži, které vytvářejí obraz okolního světa na základě zkreslení pole, nahrazují rypounovi zrak a umožňují orientovat se v kalné vodě nebo vyhledávat potravu (uhynulé larvy hmyzu). Rypoun je k ostatním jedincům svého druhu agresivní.
Rypoun Petersův je někdy loven, ale nejsou známy žádné významné hrozby a navíc má velký areál rozšíření; Mezinárodní svaz ochrany přírody jej považuje za málo dotčený.